# Dorylaea brunneri
Dorylaea brunneri är en kackerlacksart som beskrevs av Carl Stål 1877. Dorylaea brunneri ingår i släktet Dorylaea och familjen storkackerlackor.
Artens utbredningsområde är Filippinerna. Inga underarter finns listade i Catalogue of Life.